# Faste
En faste (plural: fastar), var ett vittne vid försäljning (även byte) eller donation av jord, vanligen på häradsting under medeltiden och senare. 
Fastar omnämns första gången i äldre västgötalagen där antalet bestäms till nio, av vilka en, kallad styrifæster eller forskilliamaþer, var ordförande. Fastarnas antal varierar i de olika landskapslagarna och i tidigmedeltida rättspraxis mellan sju och 24.
När Magnus Erikssons landslag (MEL) trädde i kraft fastslogs de rikstäckande bestämmelser för laga jordafång som blev gällande i flera århundraden, fram till 1734 års lag. MEL:s jordabalk fastställde fastarnas antal till tolv. Dessa skulle vara inom häradet fast bosatta män (alltså vanligen bönder).
De tolv fastarnas namn antecknades sist i fastebrevet, ett dokument som vanligen utfärdades av häradshövdingen och närmast motsvarar vår tids lagfartsbevis.

## Personnamn
Faste kan även vara ett personnamn, och namnet användes under lång tid i Jämtland, liksom Gudfast (nämns på Frösöstenen) och Sigfast.